# Правила Говоры
Правила Говоры, или Правила Говора — обновлённое и краткое валашское издание Номоканона, отредактированное Михаилом Мокса и напечатанное по уставу под патронажем Матею Басараба.
Этимологически название должно означать «правила говорят». Печатники Милетий Македонский и Стефан Охридский отпечатали эти правила в монастыре Говора в типографии, подаренной Петром Могилой и привезённой из Киева Матфеем Басарабом. Правила были напечатаны в двух изданиях с некоторыми отличиями — первое для Валахии и второе для Трансильвании. Первую освятил митрополит Феофил, а вторую — митрополит Геннадий. Это было необходимо, потому что после Брестской унии с Житваторокским миром Османская империя согласилась открыть на своей территории католические храмы и проводить католическую литургию. 5 октября 1630 года император Фердинанд II ввёл валашский статут (см. Статут (Средние века)) в основном в Трансильвании, и всё это изменило разговорный язык на военной границе.